# Thil (Aube)
Thil  ist eine französische Gemeinde mit 106 Einwohnern (Stand: 1. Januar 2022) im Département Aube in der Region Grand Est. Sie gehört zum Arrondissement Bar-sur-Aube und zum gleichnamigen Kanton Bar-sur-Aube. 

## Lage
Die Gemeinde liegt am Fluss Ceffondet. Sie ist umgeben von folgenden Nachbargemeinden:
| Trémilly        |                                             | Nully     |
| Ville-sur-Terre | Kompassrose, die auf Nachbargemeinden zeigt |           |
| Fresnay         | Thors                                       | Beurville |

## Bevölkerungsentwicklung
| Jahr                      | 1962 | 1968 | 1975 | 1982 | 1990 | 1999 | 2008 | 2016 |
| ------------------------- | ---- | ---- | ---- | ---- | ---- | ---- | ---- | ---- |
| Einwohner                 | 205  | 195  | 161  | 157  | 120  | 138  | 158  | 123  |
| Quelle: Cassini und INSEE |      |      |      |      |      |      |      |      |